# Quinquilharias Nakano
Quinquilharias Nakano (古道具 中野商店, Furudogu Nakano Shoten) é um romance da escritora japonesa Hiromi Kawakami, sendo o primeiro livro da autora a ser traduzido e publicado no Brasil.

## Enredo
O livro é narrado por Hitomi, que conta suas memórias do período em que trabalhou na loja de artigos de segunda mão, do senhor Nakano, onde conheceu Takeo, contratado como um "faz-tudo" e Masayo, irmã do senhor Nakano e artista plástica, que ocasionalmente ajuda na loja. Juntos, eles formam um núcleo familiar moderno, onde ocupam os espaços tradicionais da família, prestando suporte emocional, enquanto que os parentes reais estão mais distantes e servem para uma ajuda mais prática. Assim, Hitomi é envolvida nos problemas pessoais dos irmãos Nakano, principalmente na questão de seus relacionamentos amorosos.
Hitomi e Takeo se envolvem romanticamente e parte da narrativa do livro se concentra no envolvimento dessas duas personagens e seu estranho relacionamento, devido às inabilidades sociais de ambos. A narrativa termina quando Hitomi, já empregada em outro local, se encontra novamente com os colegas do antigo trabalho na nova loja do senhor Nakano, transformada de uma loja de quinquilharias em um antiquário.

## Temas
A autora traz a retomada do passado como uma construção da memória e uma ferramenta para um um autoconhecimento e perspectiva para o futuro, num tom de busca e superação. A figura da loja é um reflexo das relações entre as personagens, que acabam em um processo de lento desgaste, assim como o fim da loja. Já nas relações duradouras, há um processo de amadurecimento e evolução, como a transformação de uma loja de quinquilharias para um antiquário.
Outro tema do romance é a ansiedade ocasionada a partir do desenvolvimento de uma intimidade física e emocional entre as personagens, exemplificada pela dificuldade de Takeo em relação ao sexo e ao relacionamento romântico, quando ele e Hitomi começam a sair juntos.